# Garudatantra
Garudatantra (sanskryt: गारुडतन्त्र, trl. Gāruḍatantra) – grupa pism hinduistycznych zaliczana do klasy tantr medycznych, przynależąca do śiwaizmu. Zawierają treści ujęte na sposób tantryzmu, między innymi odnoszące się do przeciwdziałania jadom węży i skorpionów a niekiedy również zatruciom truciznami pochodzenia roślinnego.
Tantry te klasyfikowane są jako przynależące do nurtu mantramarga lub pism objawionych przez inspirację tej twarzy Sadaśiwy, która patrzy w kierunku wschodnim.
Przykładowe dzieła z grupy garudatantr to:
- Harahunkara
- Nilakantha
- Trotula.

Garudatantra przypisują znaczącą rolę boginiom i ich pomocy. Występują tam boginie hinduistyczne o imionach:
Twarita, Kurukulla, Bherunda, Trotala, Suwarnarekha, Dźhankarini, Dźanguli.